# كينوورث
كينوورث (بالإنجليزية: KENWORTH)‏ هي شركة أميركية وأسترالية لتصنيع الشاحنات المتوسطة والثقيلة، تقع مكاتب الشركة ومقراتها الهندسية في كيركلاند، واشنطن، الولايات المتحدة، وهي ضاحية من ضواحي سياتل، واشنطن. وهي شركة تابعة ل باكار، وأيضا مصنع سابق لحافلات النقل والحافلات المدرسية.